# Virštajnski potok
Virštajnski potok je potok, ki izvira v okolici vasi Virštajn in je povirni krak potoka Buča. Ta se južno od vasi Sedlarjevo kot desni pritok izliva v reko Sotla, mejno reko med Slovenijo in Hrvaško. 